# New Rochelle
New Rochelle és una població dels Estats Units a l'estat de Nova York. Segons el cens del 2000 tenia 72.182 habitants.

## Demografia
Segons el cens del 2000, New Rochelle tenia 72.182 habitants, 26.189 habitatges, i 17.546 famílies. La densitat de població era de 2.692,7 habitants per km².
Per edats la població es repartia de la següent manera: un 24,0% tenia menys de 18 anys, un 8,7% entre 18 i 24, un 29,5% entre 25 i 44, un 22,2% de 45 a 60 i un 15,5% 65 anys o més.
L'edat mitjana era de 37 anys. Per cada 100 dones de 18 o més anys hi havia 85,9 homes.
La renda mitjana per habitatge era de 55.513 $ i la renda mitjana per família de 72.723 $. Els homes tenien una renda mitjana de 50.187 $ mentre que les dones 38.527 $. La renda per capita de la població era de 31.956 $. Entorn del 7,9% de les famílies i el 10,5% de la població estaven per davall del llindar de pobresa.

## Persones il·lustres
- Carrie Chapman Catt (1859-1947), líder sufragista.

## Poblacions més properes
El següent diagrama mostra les poblacions més properes.